# Бутия (залив)
Бу́тия (англ. Gulf of Boothia) — залив Северного Ледовитого океана, между полуостровом Бутия материковой части Канады и островом Баффинова Земля, одним из крупнейших островов Канадского Арктического архипелага. Длина залива равна 518 км, ширина 220 км.
Весь год покрыт льдами, частично освобождается от них только в августе, когда температура воды поднимается до 1 °C. Глубины составляют в среднем около 275 метров, уменьшаясь к югу. Залив Бутия соединяется с морем Баффина через проливы Принс-Риджент и Ланкастер, с заливом Фокс — проливом Фьюри-энд-Хекла, с проливом Франклин — проливом Белло.

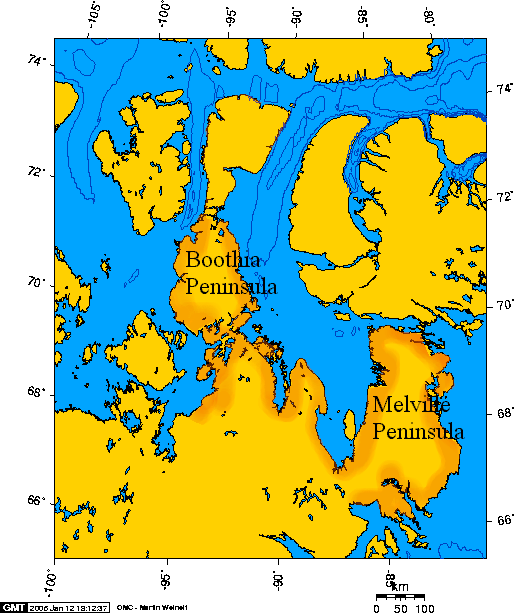

Залив был назван в честь Феликса Бута, богатого лондонского пивовара, который в 1829 спонсировал экспедицию Джона Росса, исследовавшую залив во время безуспешной попытки найти Северо-Западный проход из Атлантического в Тихий океан.